# Maison-de-Seine

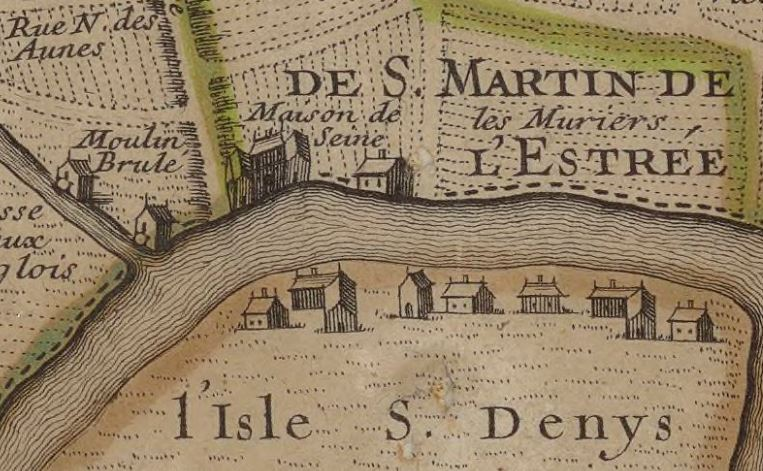
Maison de Seine à Saint-Denis, plan de Charles Inselin, 1707

Maison de Seine était un hameau de la commune de Saint-Denis, faisant partie des faubourgs, et situé à côté de la Briche, sur les bords de la Seine, de part et d'autre de la rue du Port.

## Histoire

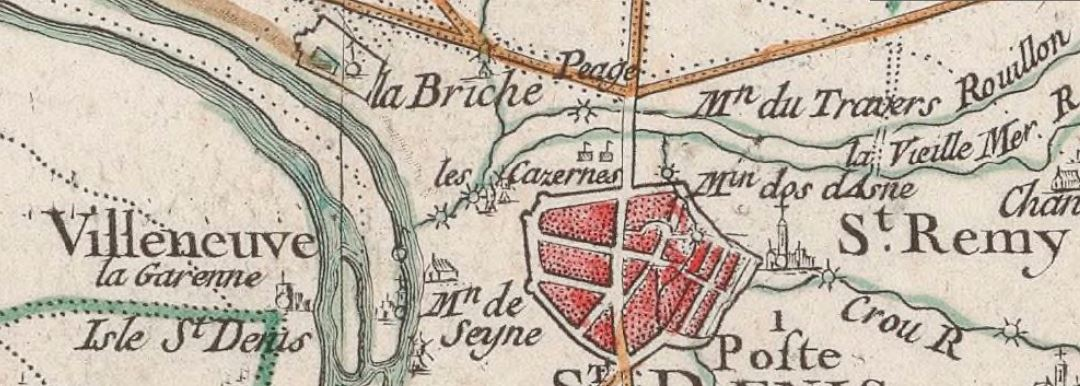
Maison-de-Seine sur la carte de Cassini.

Il s'y trouvait une hôtellerie fluviale qui avait pour raison-d'être le port de la bourgade gauloise Catoliacus, seul port en eau profonde avant Paris. Y était adjoint un chantier naval qui donna naissance à Saint-Nicolas-des-Aulnes, attestée en 1242.
Au XIIIe siècle, il s'appelait Vicus Secanoe.
Le bâtiment qui s'y trouvait fut ruiné en 1567 pendant les guerres de religion, puis reconstruit au XVIIe siècle sur un autre emplacement.
Au XVIIIe siècle s'y crée une activité métallurgique, notamment une manufacture de plomb laminé,. En 1791, le chimiste Nicolas Leblanc y installe une fabrique de soude.
La gare de Saint-Denis fut construite sur son emplacement, après en avoir fixé l'emplacement en 1844.